# Karim Bertelli
Karim Bertelli (sinh ngày 27 tháng 3 năm 1999) là một cầu thủ bóng đá người Thụy Sĩ thi đấu ở vị trí tiền vệ cho câu lạc bộ tại Giải bóng đá vô địch quốc gia Thụy Sĩ FC Sion.